# Hieracium aemuliforme
Hieracium aemuliforme es una especie de planta con flor del género Hieracium, de la familia Asteraceae, orden Asterales.

## Distribución
Hieracium aemuliforme se distribuye por Francia.

## Taxonomía
Fue descrita científicamente por (Zahn) Mateo. Fue publicada en Flora Montiber. 62: 106 (2016).